# オーバーヴェセル
オーバーヴェセル (独: Oberwesel)はドイツ連邦共和国 ラインラント＝プファルツ州ライン＝フンスリュック郡にある市。
ザンクト・ゴアー＝オーバーヴェーゼル連合自治体 (独: Verbandsgemeinde Sankt Goar-Oberwesel) の行政庁所在地である。

## 地理

### 位置
ライン川の左岸(西側)、ユネスコの世界遺産であるライン渓谷中流上部にあり、近くの自治体はザンクト・ゴアーとバッハラッハ。